# As Sabrah (huyện)
Huyện As Sabrah là một huyện thuộc tỉnh Ibb, Yemen. Đến thời điểm năm 2003, huyện này có dân số 69872 người